# Wall Cloud
Wall Cloud é uma espécie de nuvem de baixa altitude com certa rotação, que provém de uma nuvem muito maior chamada supercélula de tempestade, que são nuvens de grande altura e de ventos extremamente rápidos. Uma wall cloud pode ser prenúncio de um tornado.
As chuvas que acompanham essas nuvens são responsáveis por alagamentos. O granizo que provém dessas nuvens geralmente tem o tamanho de uma bola de golfe ou maior, causando grandes estragos.